# 星際牛仔
《星際牛仔》（日語：カウボーイビバップ）是由日昇動畫和萬代影視制作的原創電視動畫。它最初於東京電視臺從1998年4月到6月首播，但因電檢尺度問題並未完整播畢，後由WOWOW在同年10月至第二年4月播出了完整的26集，台灣則曾由超視播出中文配音版本。2001年推出一部劇場版作品《星際牛仔：天國之門》。相關漫畫版作品則由作畫，在1998年到2000年之間由角川書店發行。
標題中“Bebop”這個詞，源于爵士樂中的一個分類比波普，從標題上就已經表明了整部動畫所采用的的爵士樂風格。而整部作品被认为是日本动画向西方文化学习融合的先驱，从画面、配乐到剧情都洋溢着的西洋音樂情结，加上深邃内敛的主题，给人不同以往日本动画的独特风格，在日本本土和欧美市场取得了一定的藝術和商業上的成功。該作品於1998年11月召開的第3屆神戶動畫獎獲得“作品賞”，并于2000年獲得日本科幻大会星雲獎。

## 情節概要
史派克（Spike）和傑特（Jet）是駕駛飛船Bebop號在宇宙中以捉拿逃犯獲取獎金為生的賞金獵人。兩人在星際間的旅程中，結識了身負巨債、嗜財如命的美女菲（Faye）和電腦神童艾德（Ed），並收養了擁有高智商的數據狗愛因（Ein）。從此，四人一狗遊蕩在廣闊之宇宙之中，在自己與他人的生活中經歷著種種悲歡離合，也尋找著各自的過去。

## 世界觀
2071年，隨著超光速航行技術的實現，人類得以在太陽系範圍內方便的自由移動，但由于設計上的失誤，這種技術引發了月球爆炸，無數的月球碎片被引力吸往地球，造成空前絕後的大災難。存活下來的人類逃離地球，並開始在太陽系各地建立家園。由于這次災難，國家、政府等權利機構都極為不穩定，治安問題也成為難題。為了在人力資源不足的情況下緝拿罪犯，有些組織開始允許個人追捕通緝罪犯并換取獎金，“賞金獵人”這種職業也由此誕生。

## 人物簡介

### Bebop號成員
Bebop號是以史派克和傑特為首的小型賞金獵人團體，專門在宇宙各地追捕被懸賞的罪犯（有時未必真的犯罪）以獲取賞金。由於工作危險且同行眾多、加上飛船運作及武器等開支龐大，船上的成員經常被最基本的食物來源而困擾，此外團員還經常因各種千奇百怪的理由，導致失去領賞機會(如懸賞犯自撞身亡，或是墜橋後剛好掉到警局)。
史派克·史比格（Spike Spiegel，香港譯名：史畢克）
配音：山寺宏一（日本）；翟耀輝（香港）；李景唐（台灣）
年齡27歲、身高185cm、體重70kg、血型O型、生日2044年6月26日、星座巨蟹座
本作的主人翁，體型消瘦，留著一頭類似爆炸頭的亂髮，在火星出生，是Bebop號上的最早成員之一。
在賞金獵人的工作中，視李小龍為偶像並將截拳道鍛鍊至極為精通的水準，常擔任戰鬥前線的罪犯逮捕工作，在駕駛自己由賽艇改裝的紅色高速戰機“劍魚II”号（Swordfish II）時也表現出了過人的技術。以傑里科941手槍为配枪。
平時性格隨意，對凡事漫不在乎到幾近散漫，實際上卻有不為人知的往事。他過去曾是黑道組織“紅龍”成員，更因為一次事故而失去右眼，現在使用的是一枚義眼。史派克時常被困在自己的往事中不能自拔，更對曾經在黑幫中的戀人念念不忘，這為他後來帶來了不小的麻煩，也決定了他最後的命運。
傑特·布萊克（Jet Black，香港譯名：積）
配音：石塚運昇（日本）；盧傑（香港）
年齡36歲、身高188cm、體重90kg、血型A型、2035年生日12月3日、星座射手座
史派克的搭檔，原來是太陽系刑事警察機構的刑警，由於刑警時代對於一旦盯上的嫌犯就會緊咬不放的辦案風格，而有「黑狗」的綽號。後來因為在一次逮捕犯人行動中遭同僚出賣，因而退職，改行當賞金獵人。他身材高大，左臂因為受傷使用的是義肢，對Bebop號十分愛惜，在使用槍械方面也很有研究，平時愛用一柄瓦尔特P99手槍。雖然表面上看起來高大威武，實際上卻是個內心細膩的男子，在Bebop號上是最擅長烹飪的人，然而史派克覺得很難吃，並且對培育盆栽也很有興趣。
菲·瓦倫坦（Faye Valentine，香港譯名：菲·華倫坦）
配音：林原惠（日本）；曾佩儀（香港）；錢欣郁（台灣）
年齡23歲（實際77歲）、身高168cm、體重46kg、血型B型、生日1994年8月14日、星座獅子座
原來是一名以詐騙和偷竊為生的美艷女郎，在一次賭場的犯罪中卷入了Bebop號的成員而入伙。性格上是個嗜財如命、非常開放的女人，可以為了錢不擇手段。自己通常使用一柄格洛克30手枪，同时也擁有一架火力強大的戰機“红尾”号（Red Tail）。
如同Bebop號上的其他成員，菲也有自己黑暗的往事。她在54年前因所搭乘的太空船被月球爆炸事件波及而成為了植物人，因為無法救治而對她進行了冰凍技術。在54年后被一名想要向她詐取高額醫療費的醫生救醒，然而已經失去了記憶。離開醫院後，對“未來生活”無法適應的她選擇成為了一名罪犯。在Bebop號的旅程中，她開始也不斷尋找自己的過去。
（Edward Wong Hau Pepelu Tivrusky IV）
配音：多田葵（日本）
年齡13歲、身高136cm、體重36kg、血型AB型、生日2058年1月1日、星座摩羯座
擁有男性名字的13歲地球少女，因為父親專注于記錄隕石的掉落地點的工作，而連她是女孩這個事實都沒弄清楚。從小就到處流浪，不喜歡待在同一個地方。是個電腦天才，幾乎可以侵入任何安全系統，但在日常生活與人際關係上的常識有微妙程度的缺乏，言行舉止有些幼兒化。平時性格異常開朗，和資料犬愛因關係很好。雖然年紀小，但是心中也有自己對生活的看法。
愛因（Ein）
配音：山寺宏一及電腦合成音聲（日本）
2069年生（推定2歳）、身長64cm、身高29cm、體重9.8kg。
在一次行動中被救上Bebop號的資料犬。因為本來是某實驗機構的試驗品（“Ein”在德语裡是“一”的意思），而這裡Ein的意思就是大科学家爱因斯坦的名字缩写，暗示该犬超级高智商，它比一般的狗擁有高出許多的智商，不但擁有資訊處理能力，也可以理解並在一定程度上與人類交流，不過在Bebop號上，卻只被史派克視為一隻平凡的雜種狗。

### 其他關聯角色
威夏斯（Vicious，香港譯名：比薩斯）
配音：若本規夫（日本）；梁志達／陳旭明（香港）
曾是史派克的戰友和朋友，也是黑社會組織「紅龍」的重要干部。為人冷酷、好戰、有野心，隨身攜帶一把日本刀，因為史派克和自己的女友茱莉亞相戀，並打算脫離組織而反目成仇，在組織中以血腥手段奪權同時，也對他們進行報復。威夏斯不信任任何人，只有身邊的一隻烏鴉是他忠實的伙伴。
茱莉亞（Julia）
配音：高島雅羅（日本）
史派克從前的戀人，原本是威夏斯的女友。但因為與史派克相戀，並幫助他脫離組織後，就一直在躲避威夏斯的追殺，雖然在片中出場機會和對她的描述都不多，但卻是牽動整個主線劇情發展的重要人物。

## 分析与评价
剧中一些星球和空间站的场景与现实地球类似。木衛三的星际街道象征着现代化港口城市，火星充斥着商店、主题公园、赌场和城镇。星际牛仔的世界甚至有电玩、多维空间之门，经济政治事件，露天游乐场，飞船，和美国土著的萨满祭司。这些未来元素与现代元素相结合，“使得观众能很容易地接受星际牛仔的世界”。
iSugoi.com 的主编Miguel Douglas在评论《星际牛仔》时，这样描述它的风格：「系列没有采用日系漫画的传统风格，而是走了自己的路。虽然片子是科幻题材，但剧情的真实感让我们感到自己。」
2023年，爛番茄滿25週年特別專題中，爛番茄駐站影評家們對該片進行重新評估，參予評論的影評家普遍對電影的編劇、喜劇元素、角色刻畫、音樂運用和敘事青睞有加。

## 主要工作人員
- 原作：矢立肇
- 導演：渡边信一郎
- 企畫：SUNRISE
- 劇本統籌：信本敬子
- 人物设定：川元利浩
- 机械设定：山根公利
- 音乐：菅野洋子
- 企画制作：SUNRISE

## 主題歌
- 片頭曲“Tank!”
作曲：菅野洋子
演奏：THE SEATBELTS
- 片尾曲“THE REAL FOLK BLUES”
作詞：岩里祐穂
作曲・編曲：菅野洋子
演唱：山根麻衣
- Session #13片尾曲“SPACE LION”
作曲：菅野洋子
演奏：THE SEATBELTS
- Session #26片尾曲“BLUE”
作詞：Tim Jensen
作曲・編曲：菅野洋子
演唱：山根麻衣

## 各集標題
“Session #”為WOWOW電視臺和DVD內全26集的排序，而（）内則是東京電視臺播放的順序。其中有多集標題都參考了爵士樂和搖滾名曲的曲名。
| 集数※                    | 標題                                                | 編劇                  | 分鏡       | 演出       | 作画監督 （總作畫監督） | 機械作画監督 |
| ------------------------ | --------------------------------------------------- | --------------------- | ---------- | ---------- | ----------------------- | ------------ |
| Session #1               | Asteroid Blues 小行星蓝调                           | 信本敬子              | 武井良幸   | 渡辺信一郎 | 川元利浩                | 佐野浩敏     |
| Session #2 (1)           | Stray Dog Strut 昂首闊步的野狗                      | 横手美智子            | 佐藤育郎   | 渡辺信一郎 | 竹内浩志                |              |
| Session #3 (2)           | Honky Tonk Women 嗆辣女郎                           | 山口亮太 信本敬子     | 赤根和樹   | 森邦宏     | 本橋秀之                | 後藤雅巳     |
| Session #4               | Gateway Shuffle 關口曳步舞                          | 村井貞之              | 武井良幸   | 武井良幸   | 新保卓郎                | 後藤雅巳     |
| Session #5               | Ballad of Fallen Angels 堕落天使抒情曲              | 横手美智子            | 渡辺信一郎 | 渡辺哲哉   | 川元利浩                | 後藤雅巳     |
| Session #6               | Sympathy for the Devil 惡魔哀歌                     | 信本敬子              | 岡村天齋   | 佐藤育郎   | 竹内浩志                | 後藤雅巳     |
| Session #7 (3)           | Heavy Metal Queen 重金属女王                        | 横手美智子            | 岡村天齋   | 森邦宏     | 本橋秀之                | 後藤雅巳     |
| Session #8 (4)           | Waltz for Venus 金星华尔兹                          | 横手美智子            | 武井良幸   | 武井良幸   | 新保卓郎                | 後藤雅巳     |
| Session #9 (5)           | Jamming with Edward 與艾德华即興演奏                | 佐藤大                | 渡辺信一郎 | 佐藤育郎   | 小森高博                | 後藤雅巳     |
| Session #10 (6)          | Ganymede Elegy 木卫三慕情                           | 稲荷昭彦              | 山口祐司   | 山田弘和   | 逢坂浩司                | 後藤雅巳     |
| Session #11 (7)          | Toys in the Attic 暗夜重搖滾                        | 横手美智子            | 森邦宏     | 森邦宏     | 新保卓郎                | 後藤雅巳     |
| Session #12 (8)          | Jupiter Jazz (PART 1) 木星爵士（前篇）              | 信本敬子              | 岡村天齋   | 武井良幸   | 川元利浩                | 後藤雅巳     |
| Session #13 (9)          | Jupiter Jazz (PART 2) 木星爵士（后篇）              | 信本敬子              | 岡村天齋   | 佐藤育郎   | 小森高博                | 後藤雅巳     |
| Session #14 (10)         | Bohemian Rhapsody 波西米亚狂想曲                    | 佐藤大                | 都留稔幸   | 山田弘和   | 新保卓郎                | 後藤雅巳     |
| Session #15 (11)         | My Funny Valentine 我可愛的小情人                   | 信本敬子              | 岡村天齋   | 森邦宏     | 逢坂浩司                | 後藤雅巳     |
| Session #16              | Black Dog Serenade 黑狗小夜曲                       | 横手美智子            | 山内重保   | 佐藤育郎   | 竹内浩志                | 後藤雅巳     |
| Session #17              | Mushroom Samba 蘑菇                                 | 横手美智子 渡辺信一郎 | 渡辺信一郎 | 森邦宏     | 新保卓郎 中田栄治       | 後藤雅巳     |
| Session #18 (12)         | Speak Like a Child 孩童稚語                         | 稲荷昭彦              | 武井良幸   | 佐藤順一   | 菅野宏紀                | 後藤雅巳     |
| Session #XX (13，总集篇) | Mish-Mash Blues 混搭藍調                            | 信本敬子 渡辺信一郎   |            |            |                         |              |
| Session #19              | Wild Horses 野馬                                    | 稲荷昭彦              | 飯田馬之介 | 山田弘和   | 逢坂浩司                | 後藤雅巳     |
| Session #20              | Pierrot Le Fou 小丑安魂曲                           | 村井貞之              | 武井良幸   | 武井良幸   | 小森高博                | 後藤雅巳     |
| Session #21              | Boogie Woogie Feng Shui 布基烏基風水                | 村井貞之 渡辺信一郎   | 潮乱太     | 佐藤育郎   | 竹内浩志                | 後藤雅巳     |
| Session #22              | Cowboy Funk 牛仔放克                                | 信本敬子              | 岡村天齋   | 森邦宏     | 川元利浩                | 後藤雅巳     |
| Session #23              | Brain Scratch 頭腦刮痕                              | 佐藤大                | 武井良幸   | 武井良幸   | 竹内浩志                | 後藤雅巳     |
| Session #24              | Hard Luck Woman 霉運佳人                            | 横手美智子            | 岡村天齋   | 山田弘和   | 菅野宏紀                | 後藤雅巳     |
| Session #25              | The Real Folk Blues (PART 1) 道地的民谣藍調（前篇） | 信本敬子              | 渡辺信一郎 | 佐藤育郎   | 小森高博 （川元利浩）   | 後藤雅巳     |
| Session #26              | The Real Folk Blues (PART 2) 道地的民谣藍調（后篇） | 信本敬子              | 渡辺信一郎 | 武井良幸   | 川元利浩                | 後藤雅巳     |

## 衍生作品

### 漫画版
直譯為：Shooting Star Bebop
原作：矢立肇　作畫：久雅カイン　發行：角川書店
第1卷(ISBN 4-04-852935-8) 1998年5月1日發行
第2卷(ISBN 4-04-852997-8) 1998年10月1日發行
- カウボーイビバップ

直譯為：Cowboy Bebop／星際牛仔
原作：矢立肇　作畫：南天佑　協力：渡辺信一郎・サンライズ第2スタジオ・佐藤大　發行：角川書店
第1卷(ISBN 4-04-853078-X) 1999年4月8日發行
1. It's Showtime
2. We Will Rock You
3. Cheap Trick
4. Black Diamond
第2卷(ISBN 4-04-853136-0) 1999年11月1日發行
5. She's A Rainbow
6. Great Deceiver
7. ビバップ・スペシャル・ショート
8. Thinking Bird,Happy Song
9. Like A Rolling Stone
第3卷(ISBN 4-04-853185-9) 2000年4月10日發行
10. What's Your Number
11. Fight For Your Right
12. Monkey Magic

### 小說版
- 角川スニーカー文庫 カウボーイビバップ The Wild Man Blues

1999年4月1日發行　角川書店（小説）(ISBN 4-04-419901-9)
原作：矢立肇　著：横手美智子
- カウボーイビバップ コード・メモリー

可以直譯為：Cowboy Bebop Code:Memory
2001年9月10日發行的 ソニー・マガジンズ（小説）(ISBN 4-7897-1333-4)
原作：矢立肇　著：佐藤大
講述了電腦神通艾德的故事（在『月刊AX』2001年5月号至同年10月号上連載）
- 角川スニーカー文庫 カウボーイビバップ 天国の扉

2002年8月1日發行　角川書店（小説）(ISBN 4-04-419902-7)
原作：矢立肇　著：渡辺信一郎
同名電影版《星際牛仔：天國之門》故事改編
- COWBOYBEBOP/U.T.

原作：矢立肇 著：佐藤大
描述發生在動畫版之前世界的前傳故事。
※ 本書和動畫版第七話有一定的聯繫。

### 原聲帶
本作的最大特色之一，配樂是由擔任《Macross Plus》、《聖天空戰記》以及後來的《機動神腦》、《∀鋼彈》、《攻殼機動隊 Stand Alone Complex》、《狼雨》、《Macross Frontier》等作品配樂的日本音樂家菅野洋子操刀，而擔綱演奏的主要樂團，是由她親自指定樂手（成員包括今堀恒雄（吉他）、渡辺等（貝斯）、佐野康夫（鼓手）、三沢魔太郎（打擊樂器）、本田雅人（薩克斯風）與菅野本人）所組成的「The Seatbelts」。為了配合主題，整個配樂的主基调为爵士樂和藍調音樂，其中又融合了大量欧美音乐元素，包括民谣、民歌（Ballad）、古典音乐、歌剧、摇滚乐、重金属音乐、森巴、Rap、HipHop、BossaNova、Techo甚至是欧美流行音樂的風格，其制作規模是其他日本TV動畫前所未有，可說是一場音樂盛宴。2006年5月，北美娛樂門戶網站IGN並將《星際牛仔》的原聲帶，評為史上最佳十大動畫原聲碟之首。
- Cowboy Bebop（英语：Cowboy Bebop (album)）
- Vitaminless（英语：Cowboy Bebop Vitaminless）
- No Disc（英语：Cowboy Bebop No Disc）
- Blue（英语：Cowboy Bebop Blue）
- （電影版配樂）
- （電影版配樂）
- （電影版配樂）

另外值得一提的是：韩国有线电视频道Tooniverse在播出本作时，力邀资深摇滚歌手朴完奎献唱韩国版片尾曲《alone》，并启用《千年之爱》作为宣传曲。

### 電玩版
- 中文名称：星际牛仔：追忆的夜曲
- 游戏封面英文名称：Cowboy Bebop Tsuitou no Yakyoku
- 日文名称：カウボーイビバップ 追憶の夜曲
- 开发厂商：Bandai
- 代理发行：Bandai
- 游戏类型：AVG
- 游戏人数：1人
- 游戏平台：PlayStation 2
- 游戏载体：1×DVD5
- 游戏版本：日本
- 游戏制式：NTSC
- 官方编号：SLPS_255.51
- 发售日期：2005年8月25日
- 官方网站： （页面存档备份，存于）

由动画改编而成。玩家化身为“星际牛仔”中身为赏金猎人的主角们来进行游戏，采用格斗系统，也可以切换成第一人称视角来进行精准射击。故事为完全原创，登场角色和乐曲也重新设计。
超級機器人大戰T

### 真人版影集
2017年6月6日，宣布Tomdy Studios將開始計劃《星際牛仔》的真人版影集，馬提·阿德爾斯坦和Sunset Inc.也會參與合作。《雷神2》的編劇克里斯多夫·約斯特將加入成為該劇的編劇之一。2019年4月，影音串流平台Netflix在官網公開了真人版製作中的消息。2021年11月19日於全球Netflix上線，全10集。